# Bembecia sareptana
Bembecia sareptana is een vlinder uit de familie wespvlinders (Sesiidae), onderfamilie Sesiinae.
Bembecia sareptana is voor het eerst wetenschappelijk beschreven door Bartel in 1912. De soort komt voor in het Palearctisch gebied.